# Sabine Herbst
Sabine Herbst-Klenz  (Leipzig, Alemania, 27 de junio de 1974) es una nadadora retirada especializada en pruebas de estilo mariposa. Fue subcampeona mundial de 400 metros estilos durante el Campeonato Mundial de Natación en Piscina Corta de 1997.
Representó a Alemania en los Juegos Olímpicos de Atlanta 1996 y Sídney 2000.

## Palmarés internacional
| Campeonato Mundial de Natación en Piscina Corta | Campeonato Mundial de Natación en Piscina Corta | Campeonato Mundial de Natación en Piscina Corta | Campeonato Mundial de Natación en Piscina Corta |
| Año                                             | Lugar                                           | Medalla                                         | Prueba                                          |
| ----------------------------------------------- | ----------------------------------------------- | ----------------------------------------------- | ----------------------------------------------- |
| 1997                                            | Gotemburgo ( Suecia)                            | Medalla de plata                                | 400 m estilos                                   |
| Campeonato Europeo de Natación                  |                                                 |                                                 |                                                 |
| Año                                             | Lugar                                           | Medalla                                         | Prueba                                          |
| 1991                                            | Atenas ( Grecia)                                | Medalla de plata                                | 200 m mariposa                                  |
| 1999                                            | Estambul ( Turquía)                             | Medalla de bronce                               | 200 m estilos                                   |